# Circonscription de Bizerte
La circonscription de Bizerte est une ancienne circonscription électorale tunisienne. Elle couvre le territoire du gouvernorat de Bizerte.
Le décret-loi no 2022-55 du 15 septembre 2022 la divise en neuf circonscriptions.

## Résultats électoraux
Voici les résultats des élections constituantes tunisiennes de 2011 pour la circonscription ; la liste donne les partis ayant obtenu au moins un siège :
| Parti          | Parti                        | Voix    | %   | Sièges |
| -------------- | ---------------------------- | ------- | --- | ------ |
|                | Ennahdha                     | 80 576  | 41  | 4      |
|                | Congrès pour la République   | 15 588  | 7,9 | 1      |
|                | Ettakatol                    | 13 180  | 6,7 | 1      |
|                | Parti démocrate progressiste | 697     | 3,4 | 1      |
|                | Mouvement du peuple          | 10 353  | 5,3 | 1      |
|                | Parti démocrate progressiste | 10 285  | 5,2 | 1      |
| Inscrits       | Inscrits                     | 210 561 | 100 | 9      |
| Votants        | Votants                      | 196 580 |     | -      |
| Exprimés       | Exprimés                     | 196 580 | 100 | -      |
| Blancs et nuls | Blancs et nuls               | 13 981  |     | -      |

## Constituants
|  | Nom                                    | Image | Parti |
|  | -------------------------------------- | ----- | --- |
|  | Jamel Bouajaja Samir Dilou (2011-2012) |       | Ennahdha |
|  | Aicha Dhaouadi                         |       | Ennahdha |
|  | Bechir Ellazzem                        |       | Ennahdha |
|  | Essia Nafati                           |       | Ennahdha |
|  | Hichem Ben Jemaa                       |       | Congrès pour la République |
|  | Mohamed Allouch (décédé)               |       | Ettakatol, indépendant puis Parti de la troisième voie                                                                                   |
|  | Mohamed Salah Chairet                  |       | Pétition populaire pour la liberté, la justice et le développement, indépendant puis Mouvement du Tunisien pour la liberté et la dignité |
|  | Mourad Amdouni                         |       | Mouvement du peuple puis Courant populaire                                                                                               |
|  | Mehdi Ben Gharbia                      |       | Parti démocrate progressiste puis Alliance démocratique                                                                                  |